# Amargadhi
Amargadhi (in lingua nepali: अमरगढी) è una municipalità del Nepal, capoluogo del distretto di Dadeldhura.